# The Monolith Deathcult
The Monolith Deathcult est un groupe néerlandais de death metal originaire de Kampen fondé en 2002.

## Historique
The Monolith Deathcult est fondé en 2002, initialement sous le nom de Monolith. L'année suivante le groupe sort un premier album sous ce nom alors qu'il est déjà connu sous son nouveau patronyme. En novembre le groupe participe à une tournée européenne en compagnie de The Crown et Darkest Hour en novembre. En 2007 sort un second album intitulé The White Crematorium sur lequel apparaît le claviériste Carsten Altena, qui apporte des sonorités metal industriel à la musique du groupe. Fin 2007 ils ouvrent pour Gorefest sur plusieurs dates aux Pays-Bas.
En 2008 sort le troisième album, Trivmvirate. Altena quitte le groupe en fin d'année. En 2010 une nouvelle version de The White Crematorium est publiée. L'année suivante le guitariste Martijn Moes est remplacé par Ivo Hilgenkamp. En 2012 ils signent chez Season of Mist. L'année suivante The Monolith Deathcult sortent en mai Tetragrammaton et se produisent quelques semaines plus trad au Graspop Metal Meeting. En 2015 le batteur Sjoerd Visch et le guitariste Ivo Hilgenkamp quittent le groupe.

## Membres

### Membres actuels
- Robin Kok - chant, basse (depuis 2002)
- Michiel Dekker - guitare, chant (depuis 2002)
- Carsten Altena - claviers,samples (?-2008, depuis 2012), guitare live (depuis 2015)

### Anciens membres
- Martijn Moes - guitare (2002-2011)
- Sjoerd Visch - batterie (2002-2015)
- Ivo Hilgenkamp - guitare (2011-2015)

## Discographie

### Albums studio
- 2003 : The Apotheosis
- 2005 : The White Crematorium
- 2008 : Trivmvirate
- 2010 : The White Crematorium 2.0 (The Revenge of the Failed)
- 2013 : Tetragrammaton
- 2017 : V1 - Versus It Will Burn us Without Leaving Ash
- 2018 : V2 - Vergelding: Dawn of the Planet of the Ashes
- 2021 : V3 - Vernedering: Connect the Goddamn Dots
- 2024 : The Demon who Makes Trophies of Men

### EPs
- 2015 : Bloodcvlts

### Compilations
- 2014 : Obliteration of the Despised & Decade of Depression
- 2014 : The Disaster Tapes 2006-2012